# Финеас
Финеас (хебр. פינחס) је био јеврејски пророк и првосвештеник, унук пророка Арона и син пророка Елеазара (Друга Мојсијева 6:25), остао је упамћен по својој ревности у борби против јереси, идолопоклонства и неморала (Књига бројева 25:1-9). 
Помиње се у књизи Исуса Навина, када племена Рубен и Гад, заједно са пола племена Манасова, освајају земље преко реке Јордан, и тамо граде велики храм, а остатак Јевреја то прихвата као сепаратизам и стварање новог религиозног центра, Финеас је послан да то истражи. (Јосија 22:9-34).
Православна црква прославља пророка Фенеаса 2. септембра по јулијанском календару.